# Industriedenkmal

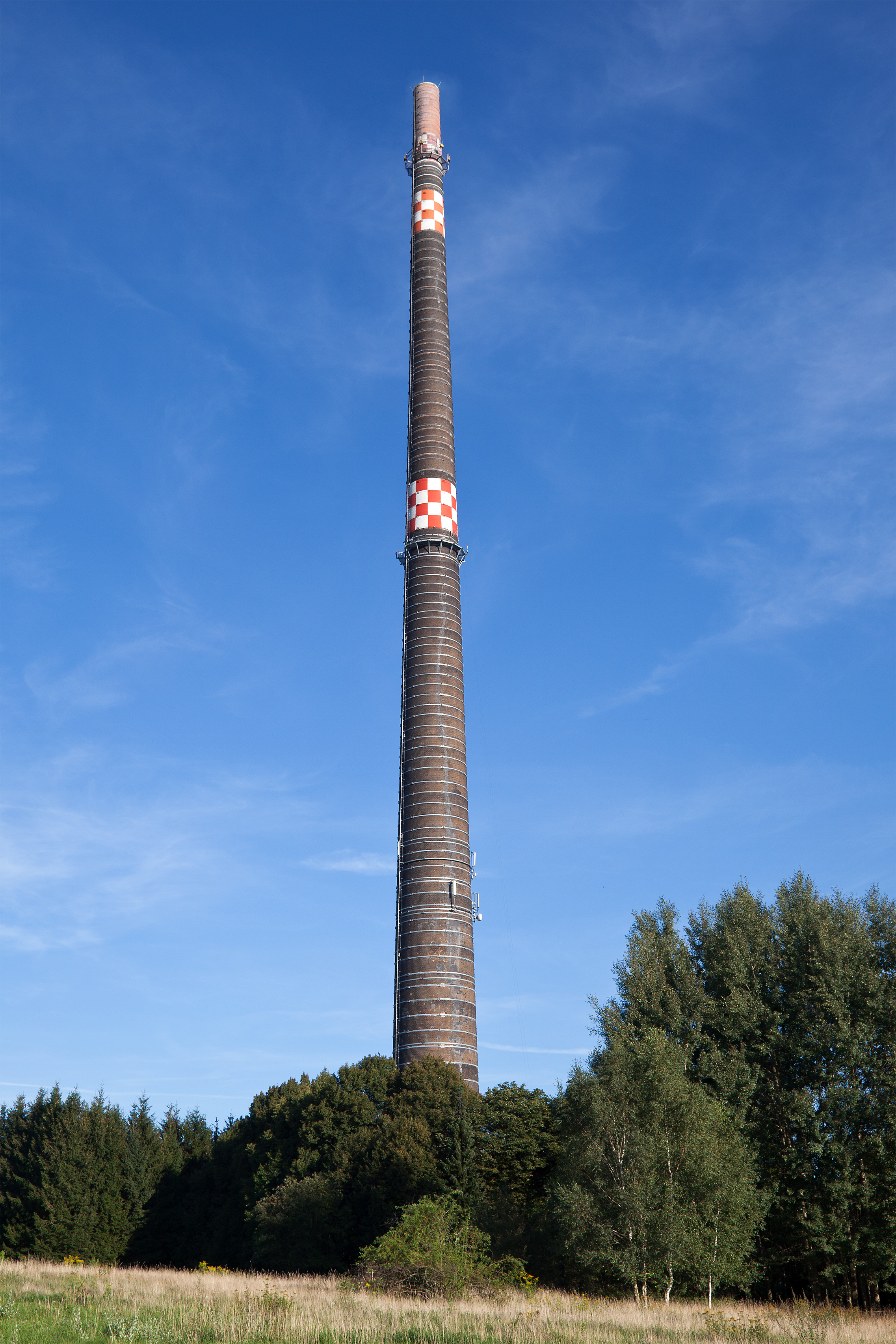
Industrie- und Technisches Denkmal Halsbrücker Esse

Unter einem Industriedenkmal versteht man eine Industrieanlage, die denkmalpflegerisch als Denkmal, also als Zeugnis vergangener Kulturgeschichte, zählt und unter Denkmalschutz stehen kann. Es soll als technisches Denkmal die Erinnerung an die Geschichte der Industrie vor allem im 19. und 20. Jahrhundert (Industrialisierung) wachhalten.

## Zum Begriff des Industriedenkmals
Insbesondere im Zuge des Strukturwandels der Schwerindustrie und Montanindustrie nach dem Zweiten Weltkrieg rückte die Industriegeschichte als schützenswerte kulturelle Leistung – über den rein ästhetischen Wert der Ingenieurskunst hinaus – in den Blickpunkt der Denkmalpflege. 1968 wurde im englischen Severntal der Industriepark Ironbridge Gorge Museum Trust (Coalbrookdale und Ironbridge in Shropshire) unter Schutz gestellt, ein Meilenstein der Industriearchäologie. Im Jahr 1984 wurde der Begriff industrielles Erbe seitens des Europarats anerkannt.
Etliche Regionen Europas weisen eine Vielzahl von Industriedenkmalen mit einer zeittypischen Industriearchitektur auf, so etwa das Ruhrgebiet, Oberschlesien und das Saarland mit Zeugen der Montanindustrie, der sehr stark vom Maschinen- und Fahrzeugbau geprägte Raum Chemnitz-Zwickau, Katalonien, Nordengland, Ostfrankreich und Norditalien mit Textil- und Maschinenbauindustrie. Auch im Zuge der Internationalen Bauausstellung Emscher Park (1989–1999) wurden in Deutschland viele Industriedenkmale erhalten. In jüngster Vergangenheit rücken sowohl der Begriff der Industrielandschaft als industrielles Ensemble, wie auch Zeugnisse des frühindustriellen Gewerbes des 17. und 18. Jahrhunderts in den Kreis der denkmalwerten Industrieobjekte auf.
Geschützte Industrieanlagen sind oft bereits außer Betrieb. Industriedenkmale werden daher häufig als Museen oder zu Ausstellungs- und Veranstaltungszwecken genutzt (siehe dazu auch Umnutzung alter Hallen). Soweit sie in Privatbesitz sind, sind sie kaum öffentlich zugänglich.

## Beispiele von Industriedenkmälern

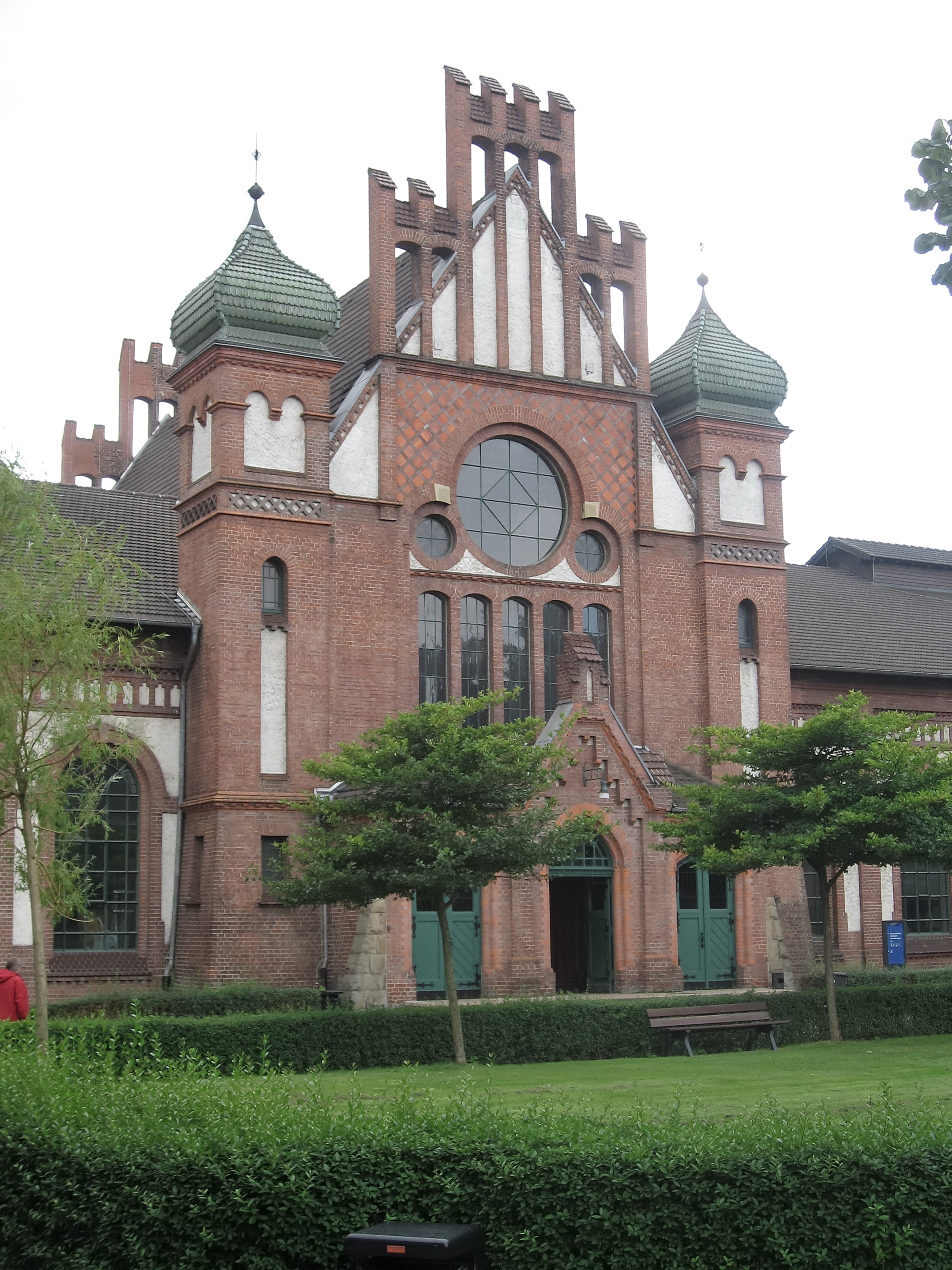
Lohnhalle der Zeche Zollern II/IV in Dortmund

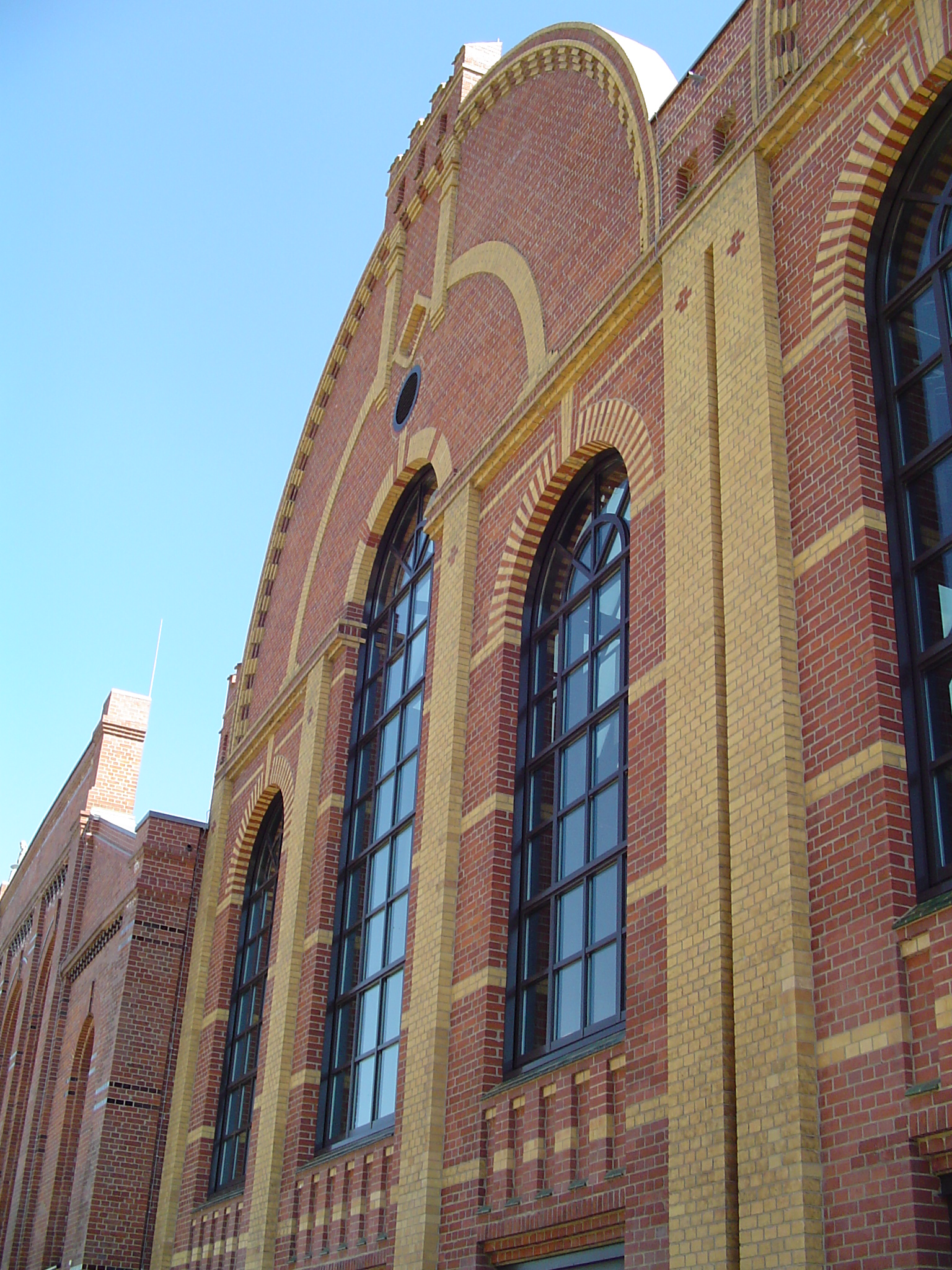
Industriemuseum Chemnitz, ehemalige Gießereihalle

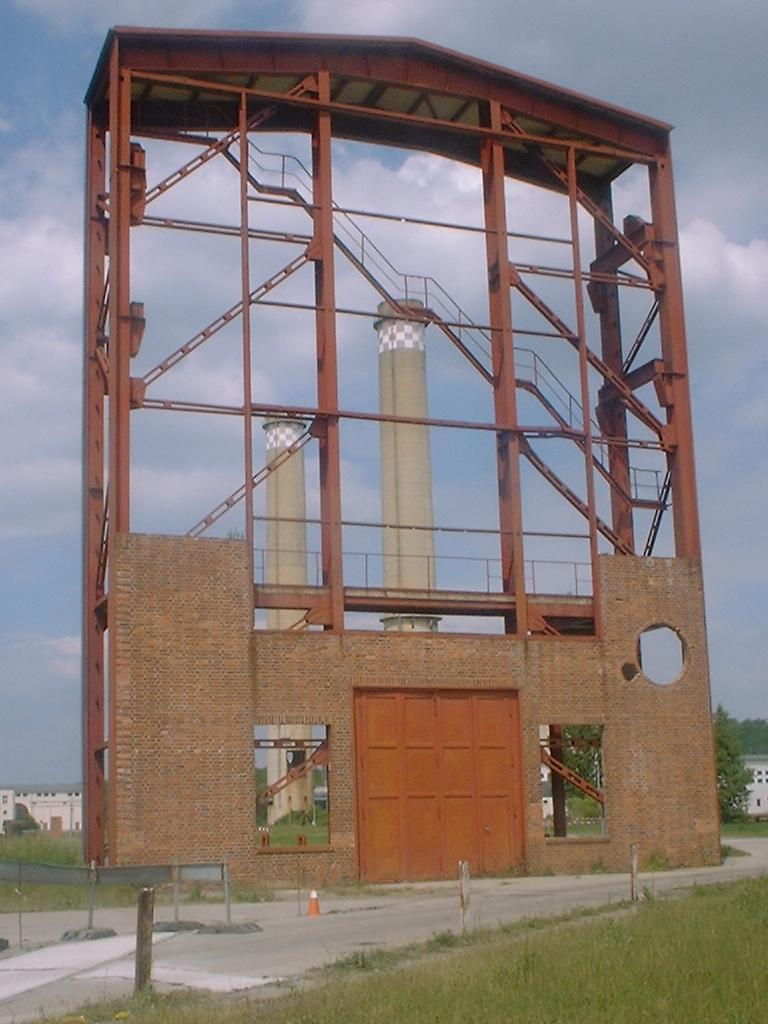
Kraftwerk Zschornewitz, erhaltenes Fragment

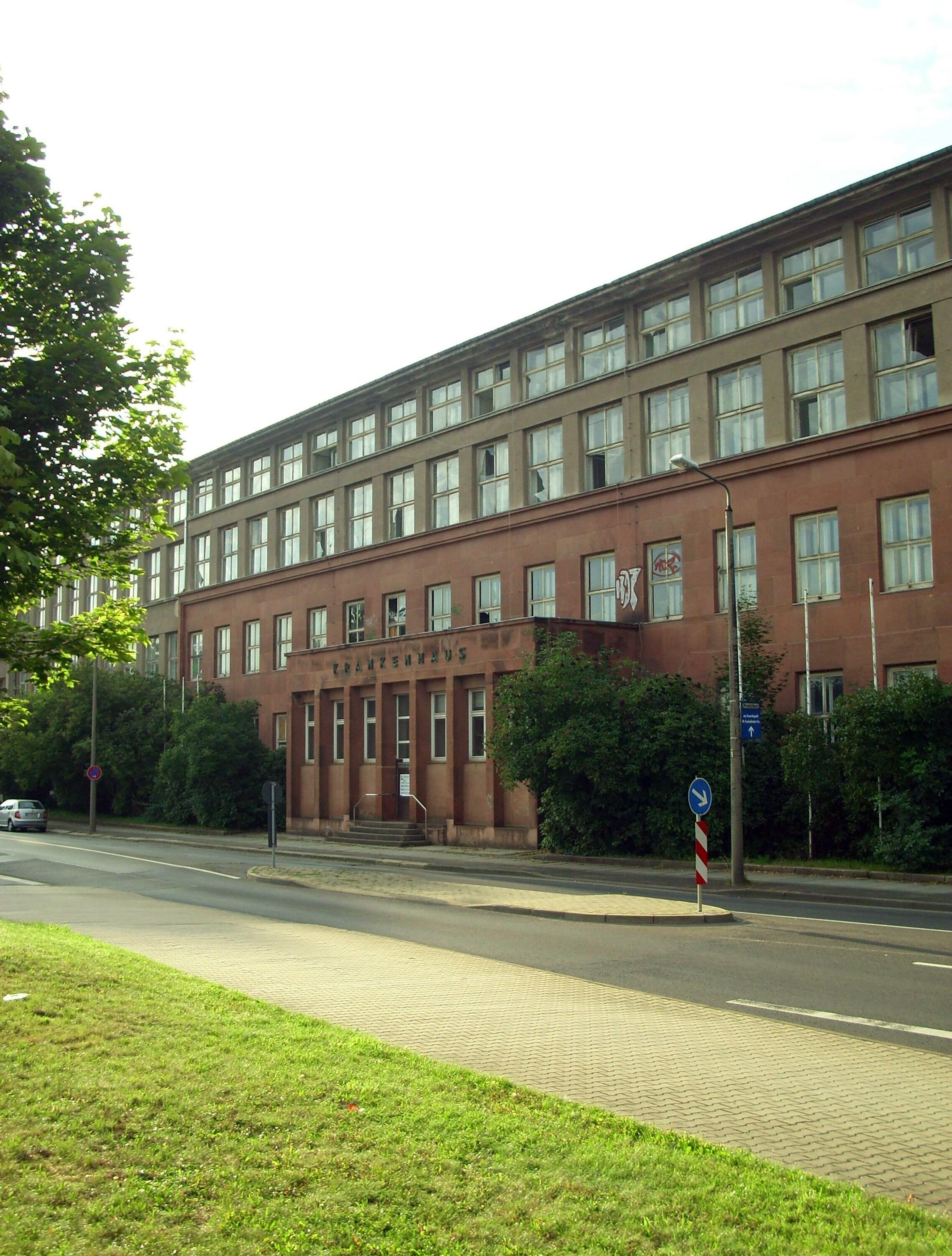
Ehemaliges Verwaltungsgebäude der Auto Union AG in Chemnitz

Als größtes deutsches Industriedenkmal gilt die ehemalige Wollgarnfabrik von Tittel und Krüger (1875) in Leipzig. Siehe auch: Route der Industriekultur, Route der Industriekultur Rhein-Main, Liste der denkmalgeschützten Industriegebäude in Radebeul, LWL-Freilichtmuseum Hagen, LWL-Industriemuseum, LVR-Industriemuseum, Montanregion Erzgebirge.

### BergbauundMontanindustrie
- Völklinger Hütte
- Zeche Zollern II/IV in Dortmund – erstes Industriedenkmal in Nordrhein-Westfalen
- Kokerei Hansa in Dortmund
- Zeche Zollverein in Essen – Weltkulturerbe
- Henrichshütte Hattingen
- Landschaftspark Duisburg-Nord – ehemaliges Hüttenwerk
- Ferropolis bei Bitterfeld – ehemaliger Braunkohletagebau
- Malakow-Türme – Fördertürme des Bergbaus im 19. Jahrhundert
- Messinghof (Kassel)
- Steirischer Erzberg
- Blei- und Silberhütte Braubach
- Deutsches Salzmuseum – Industriedenkmal Saline Lüneburg
- Frohnauer Hammer – erstes technisches Denkmal im Königreich Sachsen (seit 1907), Teil des Welterbes Montanregion Erzgebirge

### MaschinenbauundFahrzeugbau
- Volkswagenwerk Wolfsburg (teilweise)
- Mercedes-Benz Werk Bremen (große Teile des Südwerks)
- Industriemuseum Chemnitz
- Industriemuseum Lauf
- Behrensbau in Berlin-Oberschöneweide

### Baustoffindustrie
- Hoffmannscher Ringofen im Ziegeleimuseum Glindow
- Ziegeleipark Mildenberg
- Kalktrichterofen Wuppertal

### Textilindustrie
- Augsburger Textilviertel
- Sächsische Wollgarnfabrik

### Rüstungsindustrie
- Sauerstoffwerk II in Peenemünde
- Prüfstand VII in Peenemünde

### Energieversorgung
- Gasometer z. B. der Gasometer Oberhausen, Gasometer Wien, Gasometer Berlin-Schöneberg, Gasometer Zwickau oder das Gaswerk in Augsburg, Duisburg, Münster
- Kraftwerk Walchensee in Kochel am See – voll in Betrieb
- Kraftwerk Heimbach in Heimbach (Eifel) – Jugendstilkraftwerk
- Koepchenwerk in Herdecke – ehemaliges Wasserkraftwerk
- Kraftwerk Zschornewitz
- Kraftwerk Faal

### Binnenschifffahrt
- Innenhafen in Duisburg – ehemaliger Industriehafen
- Schiffshebewerk Henrichenburg in Waltrop
- Schiffshebewerk Niederfinow am Oder-Havel-Kanal in Brandenburg

### Brauerei
- Flaschenturm der ehemaligen Engelhardt-Brauerei in Berlin
- Landskronbrauerei in Görlitz
- Brauerei & Brennerei Gebrüder Sünner in Köln-Kalk
- Alte Mälzerei in Regensburg
- Malz-Fabrik G. Naefeke, seit 1996 stilwerk Hamburg

### Funktechnik
- Maschinensender SAQ in Grimeton
- Sender Königs Wusterhausen
- Radom Raisting

### Lebensmittelwirtschaft
- Bauernmühle Uetersen
- Eisfabrik in Berlin-Mitte
- Palmkernölspeicher in Berlin-Stralau
- Roggenmühle Lehndorf in Braunschweig
- Zuckerfabrik Oldisleben in Oldisleben (Thüringen)

### Verkehr
- Göltzschtalbrücke bei Plauen
- Saxonia (Lokomotive), erste in Deutschland gebaute Lokomotive
- Schwebefähre Osten-Hemmoor
- Seilablaufanlage in Chemnitz
- Standseilbahn Stuttgart
- Wuppertaler Schwebebahn

## Fotos

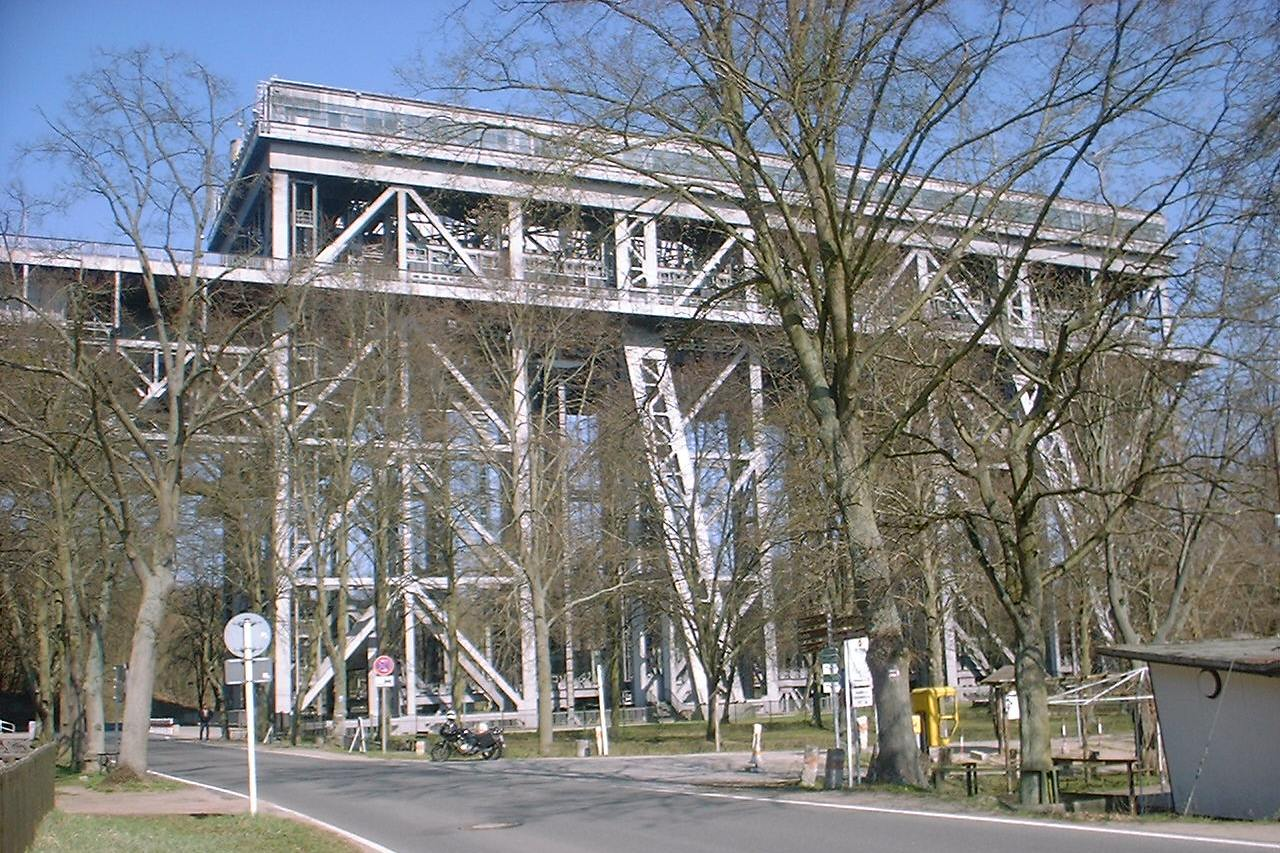
Schiffshebewerk Niederfinow
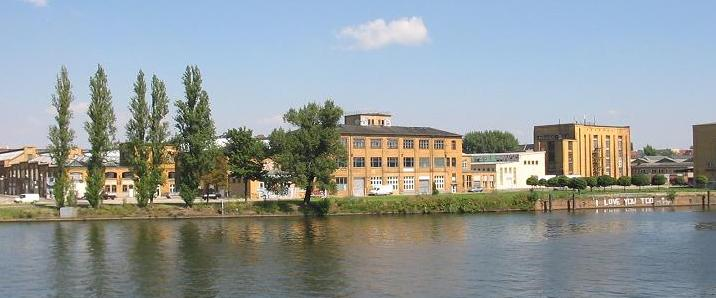
Industriebauten AEG am Spreeufer, Blick von Berlin-Niederschöneweide
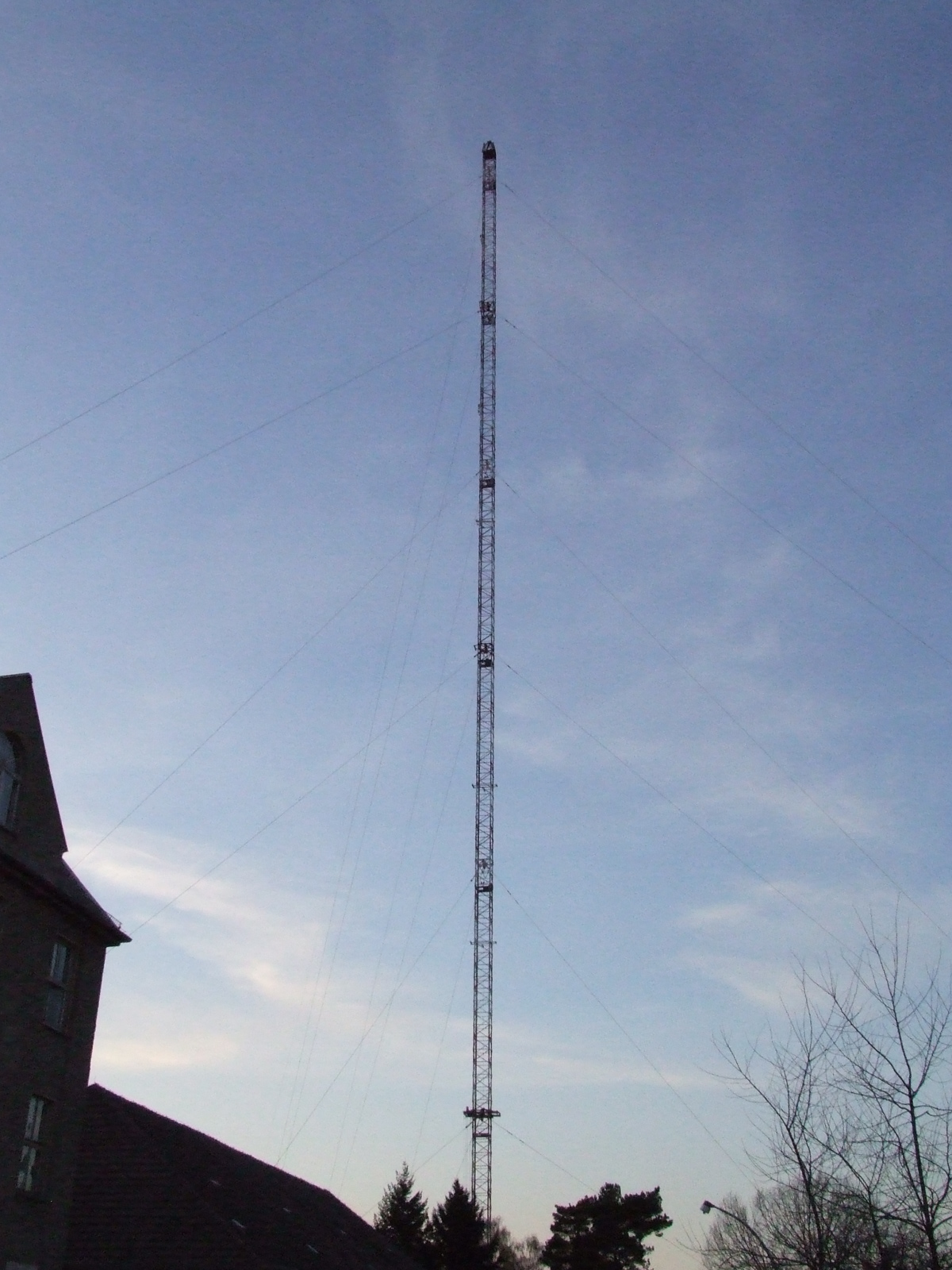
Der einzige noch erhaltene Sendemast (210 m) des Senders Königs Wusterhausen
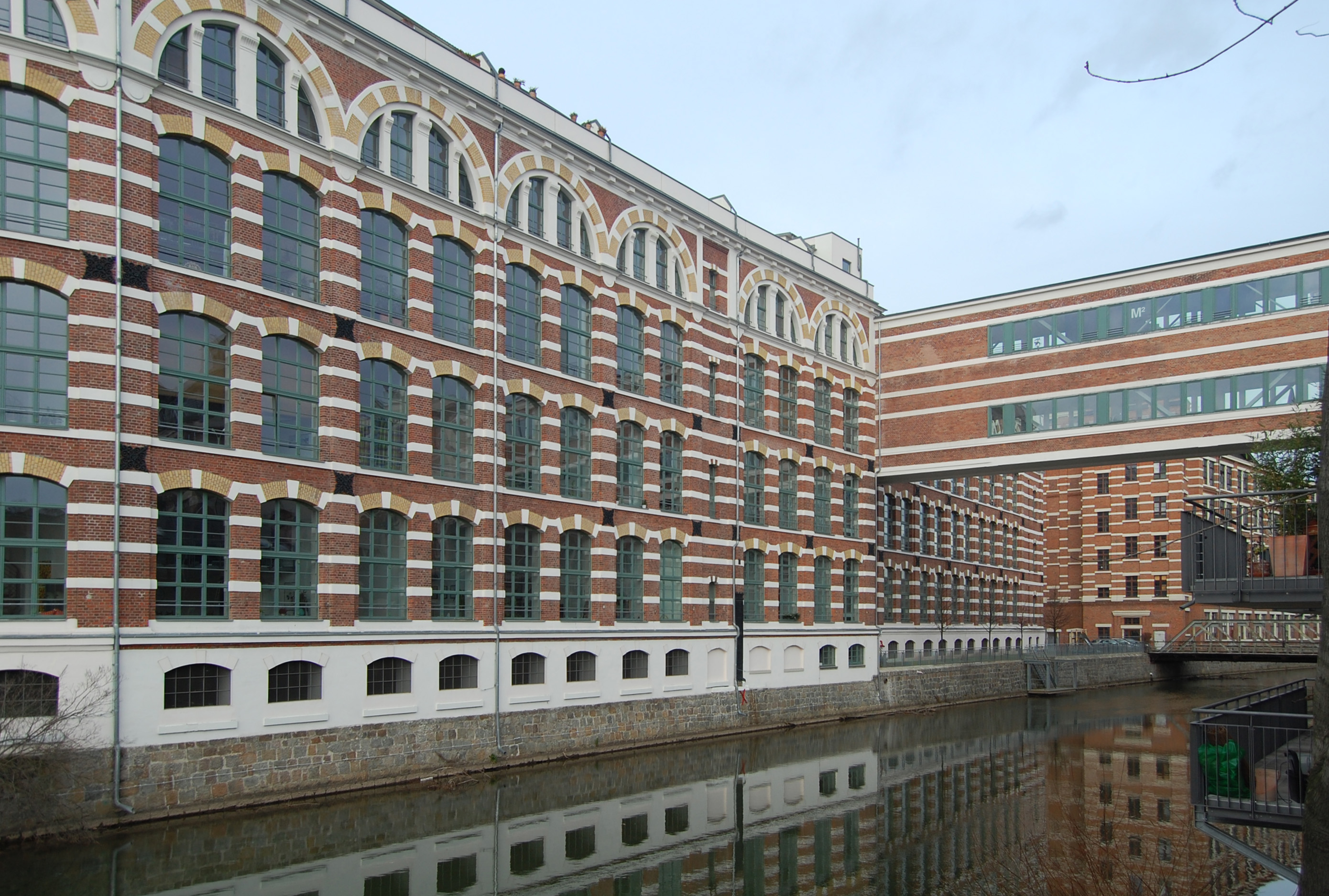
Ehemalige Sächsische Wollgarnfabrik in Leipzig, seit 2001 zu Loftwohnungen umgebaut
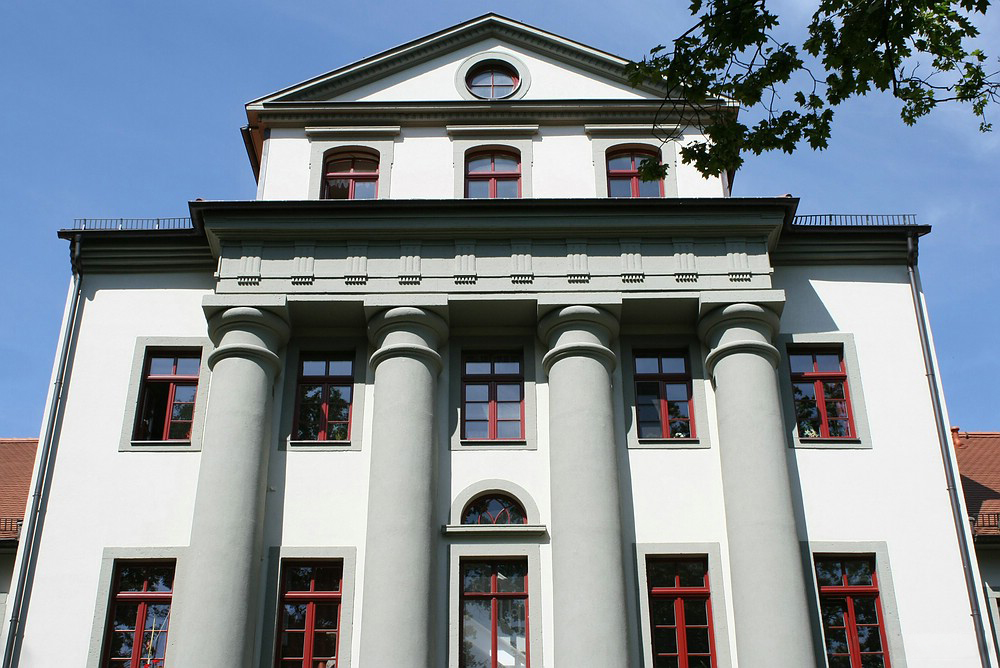
Herrenhaus der Bernhardschen Spinnerei in Chemnitz-Harthau
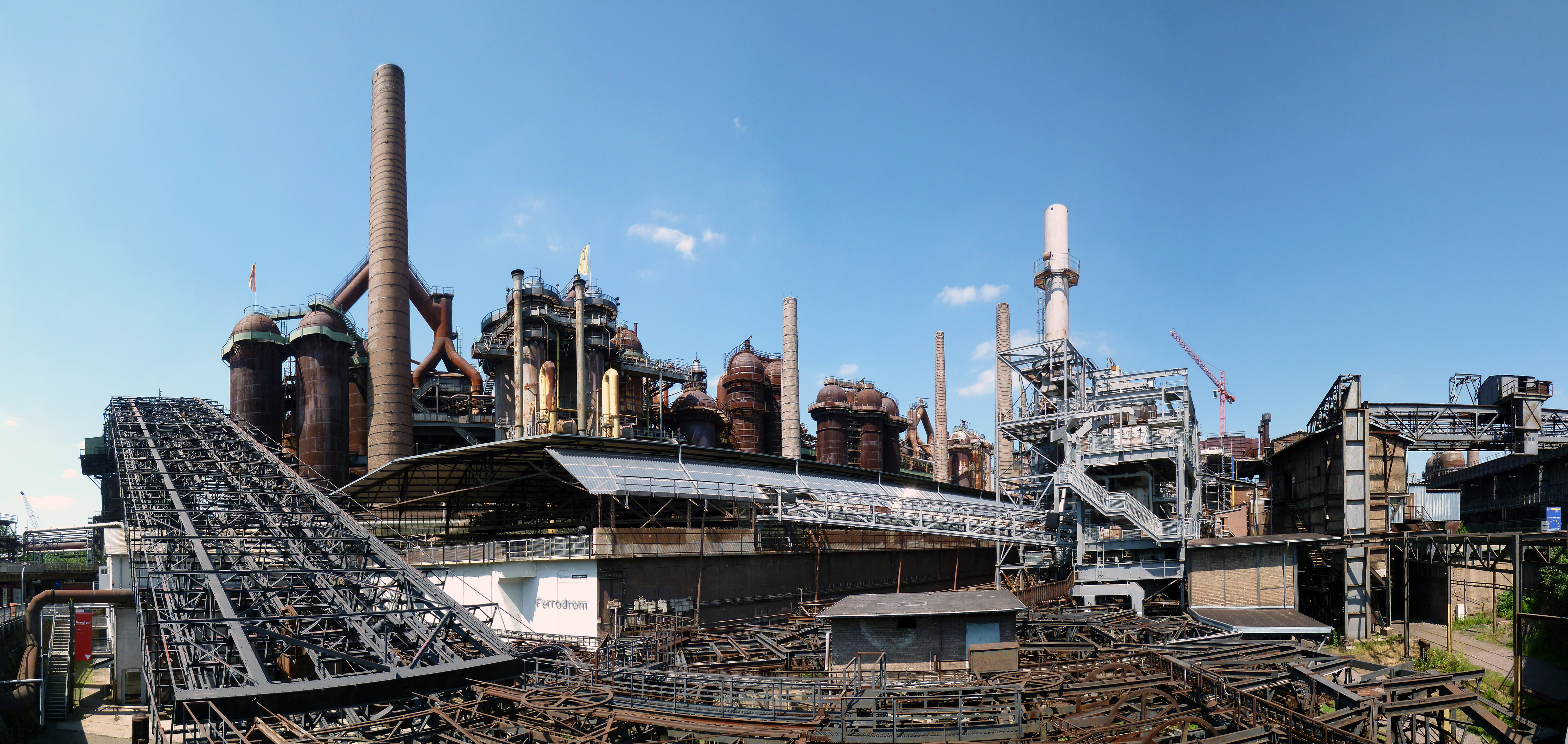
Weltkulturerbe Völklinger Hütte